# ذكاء لغوي

تشكل الأبجدية الإنجليزية أساسا للعديد من اللغات بجانب اللغة الإنجليزية

الذكاء اللغوي هو نوع من أنواع الذكاء كما حدَّدته نظرية الذكاءات المتعددة التي صاغها هوارد غاردنر، يتَّصف أصحاب الذكاء اللغوي بقدرتهم على التحدث والكتابة واستخدام اللغات المختلفة بطريقة عمليَّة لتحقيق الأهداف والغايات المنشودة، بالإضافة لذلك فقد تمَّ ربط الذكاء اللغوي بزيادة القدرة على حل المشكلات وتطوُّر في طريقة التفكير التجريدي.
أحياناً يُعبَّر عن الذكاء اللغوي بالجانب اللفظي منه فقط ويُشار له بالذكاء اللفظي أو الطلاقة اللفظية، ورغم ذلك فهو يعكس الذكاء اللغوي الكلي للفرد.

## نظرة فيزيولوجية ووظيفية
لفهم الذكاء اللغوي لا بد من فهم الآليات التي تتحكم في الكلام واللغة عند الإنسان، حيث يمكن تقسيم هذه الآليات إلى أربع مجموعات رئيسية:
- صياغة الكلام (الكلام).
- فهم الكلام (السمع).
- القيام بالكتابة (الكتابة).
- فهم الكتابة (القراءة).

### صياغة الكلام أو الكلام المحكي

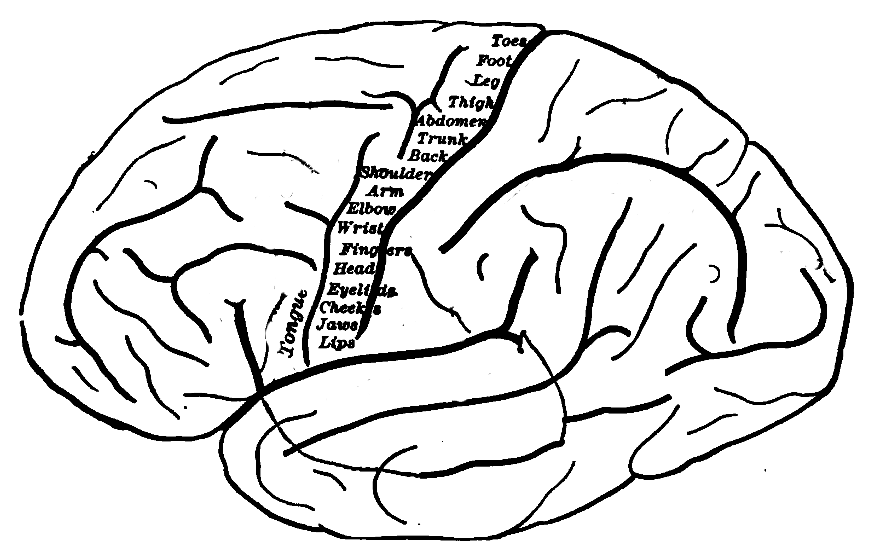
القشرة الحركية في المخ مع تحديد مواقع العضلات

خلال إنتاج الكلام أو صياغته يتمُّ تحويل فكرة في الدماغ إلى شكل لفظي قابل للفهم، تشمل هذه العملية متعدِّدة المراحل العديد من مناطق الدماغ، فالمرحلة الأولى هي التخطيط وفيها يقوم الدماغ بتركيب الكلمات والجمل التي تُحوِّل الفكرة إلى صيغة مفهومة، وتحدث هذه العمليَّة بشكل مبدئي في قشر الدماغ الأمامي السفلي وتحديداً في منطقة بروكا،. بعد ذلك يجب على الدماغ أن يخطِّط لكيفيِّة خلق أو إطلاق الأصوات اللازمة للكلام، ويحدث هذا من خلال ربط الخطاب المُخطَّط لإصداره بأصوات معروفة، رغم أنَّ المكان الأساسي لحدوث هذه العملية في الدماغ غير معروف بدقَّة ولكن من المؤكَّد أن الباحة المُحرِّكة في المخ تلعب دوراً هاماً في ذلك، في أغلب الحالات يتمُّ السيطرة على إصدار الكلام عن طريق نصف الكرة المخيَّة الأيسر، في دراسة مدهشة قام بها وايلدر بينفيلد وآخرون على أدمغة الأشخاص اليسراويِّين واليمناويِّين وجدوا أنَّ نصف الكرة المخيَّة الأيسر هو المسيطر على الكلام في كلا المجموعتين من البشر، على كلِّ حال في بعض الحالات المرضيَّة كالنزف والاحتشاء الدماغي يمكن لنصف الكرة المخية الأيمن أن يصبح هو المتحكِّم الرئيسي في وظائف الكلام عند الإنسان.
من جهة أخرى فإنَّ فهم الكلمات المسموعة هو عمليَّة معقدة جداً وغير مفهومة بشكل كامل حتى الآن، وقد استنتج الباحثون من خلال العديد من الدراسات والتجارب المتنوِّعة أنَّ الفص الصدغي العلوي يتحفَّز عند سماع الكلام البشري، ويبدو أن معالجة وفهم هذا الكلام تحدث داخل منطقة فيرنيكيه Wernicke's area في الدماغ.
تلعب حاسة السمع عند البشر دوراً هاماً في القدرة على الكلام وفهم الكلام، فالإنسان يسمع كلام الأشخاص الآخرين ويستخدم الدماغ هذا المخزون المسموع كآلية تغذية راجعة لإصلاح أخطاء وعيوب الكلام لديه، يبدو هذا واضحاً عند الأشخاص الصم فالصمم يمكن أن يؤثر - بالإضافة إلى أنواع القصور والضعف الأخرى في السمع - بشكل كبير على قدرة المرء على فهم اللغة المحكية ناهيك عن التحدث بها، على كلِّ حال فإنَّ الشخص الذي يفقد السمع في وقت متأخِّر من الحياة يحتفظ بمستوى طبيعي من الذكاء اللفظي غالباً، ويُعتقد أنَّ ذلك يرجع إلى آليات معاوضة في الدماغ تحتفظ بقدرتها على المساعدة في إصلاح أخطاء الكلام حتى في غياب القدرة السمعية.

### اللغة المكتوبة
هناك ارتباط وثيق بين اللغة المكتوبة واللغة المحكيَّة، ويعتقد أنَّ كلاهما يعتمد بشكل رئيسي على منطقة بروكا في الدماغ للمعالجة البدئية وعلى التلفيف الجبهي السفلي للمعالجة الاستدلاليَّة، رغم ذلك هناك اختلافات جوهريَّة بين الطريقتين، فبدلاً من ربط الفكرة بالأصوات يتوجَّب على الدماغ ربطها بالرموز والحروف، كذلك يتوجَّب على القشرة المخيَّة المُحركِّة تحفيز مجموعة مختلفة من العضلات للقيام بالكتابة بدلاً من الحديث ، ويبدو أنَّ فهم اللغة المكتوبة (القراءة) يحدث في منطقة فيرنيكيه في الدماغ مثله مثل فهم الكلام المسموع، ولكن بدلاً من استخدام الحاسة السمعيَّة هنا نعتمد على حاسة الرؤية لفهم واستيعاب الكلام المكتوب.

## الارتباط بين اللغة وبين الجينات
ربطت الكثير من الدراسات بين عدد من المورِّثات وبين القدرات اللغوية للفرد، فقد تمَّ ربط المورِّثة NRXN1 بالقدرة اللغوية العامة، وتبيَّن أنَّ الطفرات التي تصيب هذه المورِّثة تُسبِّب اضطرابات كبيرة في الذكاء اللغوي العام ، كذلك يعتقد أنَّ المورِّثة CNTNAP2 تؤثِّر على تطوِّر القدرات والأداء اللغوي وربَّما تشارك الطفرات التي تصيبها في اضطرابات التوحُّد، كما تمَّ ربط المورثة PCDH11 بسعة وحجم المخزون اللغوي ويعتقد أنَّه أحد العوامل الهامة التي تسبِّب اختلافاً في الذكاء اللغوي بين البشر.

## قياس واختبارات الذكاء
يعتبر اختبار أو قياس الذكاء اللغوي الشامل أمراً صعباً عموماً، ولذلك غالباً ما يتمُّ قياس الذكاء اللفظي فقط بدلاً من ذلك يتم ذلك عن طريق العديد من الاختبارات التي تُقيِّم القدرة اللفظية للشخص.

### اختبارات الفصاحة اللغوية
هناك العديد من الاختبارات التي تتحرَّى الفصاحة اللغوية منها: اختبار الفصاحة الاستدلاليَّة وفيها يُطلب من المشاركين استخدام مجموعة من الكلمات لها نفس المعنى أو السياق، وقد صيغ هذا الاختبار بشكل أساسي ليكون حساس للأعمار المختلفة، اختبار الفصاحة الرسميَّة وفيه يُطلب من المشاركين استخدام كلمات محدَّدة وفق قواعد ومنهجيَّة محدَّدة، مثل استخدام كلمات تبدأ بحرف معيَّن أو كلمات لا تحتوي على حرف معيَّن، وهذا الاختبار حساس لمستوى تعليم الفرد.

### اختبارات الفصاحة اللغوية عند الأطفال
وجدت العديد من الدراسات أنَّه عند تعريض الأطفال لاختبارات الفصاحة اللغوية فإنَّ ذلك يُحفِّز جزءاً أكبر من قشرة الدماغ لديهم مقارنةً بالبالغين، بالإضافة لكون ذلك يُحفِّز كلا نصفي الكرة المخيَّة الأيمن والأيسر، وذلك على الأرجح بسبب المرونة الكبيرة للأدمغة التي في طور النمو.

## أمراض واضطرابات تؤثِّر على الذكاء اللغوي
بما أنَّ الذكاء اللغوي يعتمد على العديد من الآليات المُعقَّدة، فهناك العديد من الاضطرابات والأمراض التي يمكن أن تؤثِّر على الذكاء اللغوي للفرد.

### الأذيَّات الدماغية
إنَّ الرضوض والأمراض والإصابات الدماغيَّة قد تؤثِّر على قدرة الشخص على التواصل وتقلِّل من ذكائه اللغوي، من هذه الاضطرابات الشائعة: السكتة الدماغية، أورام الدماغ، الإنتانات الفيروسيَّة والجرثوميَّة، تعاطي المخدِّرات، ويمكن تحديد الاضطرابات اللغوية الثلاثة الرئيسيَّة الناتجة عن هذه الأمراض: الحبسة أو فقدان القدرة على الكلام، عسر القراءة، العجز عن الكتابة ، تنشأ الحبسة أو عدم القدرة على الكلام عن خلل في منطقة بروكا، بينما يكون الخلل على مستوى منطقة فيرنيكيه في حال عدم القدرة على القراءة، أمَّا عند عدم القدرة على الكتابة يمكن أن يكون الخلل على حساب منطقة بروكا أو القشرة المُحرِّكة في المخ  ، بالإضافة لذلك فإنَّ الاضطرابات أو الأذيات التي تصيب مساحات واسعة من الدماغ قد تؤدي لمجموعة من الاضطرابات اللغوية مجتمعة مع فقدان قدرات أخرى.

### الاضطرابات اللغوية البحتة
هناك العديد من الاضطرابات التي تؤثر فقط على القدرات اللغوية مع سلامة بقيَّة المهارات والقدرات الأخرى، مثل التأتأة أو التلعثم أثناء الحديث أو ضعف اللغة المُحدَّد [11]، في ضعف اللغة المُحدَّد يعاني المريض من نقص في اكتساب وتطوير اللغة على الرغم من معدَّل ذكائه الطبيعي، التأتأة اضطراب لغوي شائع نسبيَّاً وفيه ينقطع تدفُّق الحديث أو الكلام بشكل لاإرادي.

### أمراض أخرى تؤثِّر على الذكاء اللغوي
تُسبِّب بعض الأمراض مجموعة واسعة من التأثيرات والأعراض، ويكون ضعف اللغة هو مجرَّد عرض واحد من بين العديد من الأعراض الأخرى، الاضطرابان الرئيسيان في هذا السياق هما التوحد والصرع ، يعاني مرضى التوحُّد من نقص في مهارات التواصل الاجتماعي واللغوي والمرونة العقليَّة، في حين أنَّ الصرع الذي يحدث بسبب خلل في كهربائيَّة الدماغ يقود في النهاية لفقدان مهارات اللغة والتواصل.